# Ehrendivision 1939/40
Die Ehrendivision 1939/40 war die 30. Spielzeit der höchsten luxemburgischen Fußballliga.
Titelverteidiger Stade Düdelingen gewann den zweiten Meistertitel in der Vereinsgeschichte.

## Abschlusstabelle
| Pl. | Verein                    | Sp. | S  | U | N  | Tore    | Quote | Punkte |
| --- | ------------------------- | --- | -- | - | -- | ------- | ----- | ------ |
| 1.  | Stade Düdelingen (M)      | 18  | 13 | 5 | 0  | 068:210 | 3,24  | 31:50  |
| 2.  | US Düdelingen (P)         | 18  | 11 | 2 | 5  | 079:340 | 2,32  | 24:12  |
| 3.  | Progrès Niederkorn        | 18  | 9  | 4 | 5  | 049:340 | 1,44  | 22:14  |
| 4.  | The National Schifflingen | 18  | 8  | 3 | 7  | 041:450 | 0,91  | 19:17  |
| 5.  | Spora Luxemburg           | 18  | 8  | 2 | 8  | 036:370 | 0,97  | 18:18  |
| 6.  | Union Luxemburg           | 18  | 8  | 1 | 9  | 049:430 | 1,14  | 17:19  |
| 7.  | Red Boys Differdingen     | 18  | 7  | 2 | 9  | 048:510 | 0,94  | 16:20  |
| 8.  | FC Chiers Rodingen        | 18  | 6  | 2 | 10 | 036:540 | 0,67  | 14:22  |
| 9.  | Jeunesse Esch             | 18  | 6  | 0 | 12 | 030:510 | 0,59  | 12:24  |
| 10. | FC Avenir Beggen (N)      | 18  | 3  | 1 | 14 | 034:100 | 0,34  | 07:29  |

| (M) | amtierender Meister               |
| (P) | amtierender Pokalsieger           |
| (N) | Neuaufsteiger aus der 1. Division |

### Kreuztabelle
| 1939/40                   | Stade Düdelingen | US Düdelingen | Progrès Niederkorn | TNS | Spora Luxemburg | Union Luxemburg | Red Boys Differdingen | CRO | JEU | ASD  |
| ------------------------- | ---------------- | ------------- | ------------------ | --- | --------------- | --------------- | --------------------- | --- | --- | ---- |
| Stade Düdelingen          |                  | 2:0           | 1:1                | 6:2 | 3:2             | 0:0             | 3:1                   | 6:1 | 1:0 | 11:1 |
| US Düdelingen             | 3:3              |               | 4:0                | 1:2 | 6:0             | 4:2             | 8:1                   | 5:0 | 2:0 | 8:0  |
| Progrès Niederkorn        | 2:2              | 3:3           |                    | 5:0 | 1:0             | 5:0             | 1:1                   | 2:1 | 3:0 | 4:2  |
| The National Schifflingen | 0:5              | 5:2           | 3:0                |     | 1:1             | 2:3             | 4:2                   | 1:2 | 4:2 | 4:3  |
| Spora Luxemburg           | 0:1              | 4:1           | 5:2                | 0:0 |                 | 3:2             | 3:2                   | 3:1 | 2:3 | 6:1  |
| Union Luxemburg           | 1:3              | 4:1           | 2:1                | 4:1 | 1:3             |                 | 4:1                   | 1:2 | 5:1 | 10:2 |
| Red Boys Differdingen     | 2:3              | 2:7           | 2:4                | 5:2 | 6:1             | 7:1             |                       | 4:2 | 3:2 | 1:1  |
| FC Chiers Rodingen        | 4:4              | 2:10          | 0:3                | 2:2 | 1:2             | 3:1             | 2:1                   |     | 2:4 | 7:2  |
| Jeunesse Esch             | 0:6              | 1:5           | 4:3                | 0:1 | 2:1             | 4:1             | 0:3                   | 2:4 |     | 2:5  |
| AS Differdingen           | 1:8              | 3:9           | 4:9                | 2:7 | 3:0             | 0:7             | 3:4                   | 1:0 | 0:3 |      |